# Kellie Wells
Kellie Wells (ur. 16 lipca 1982) – amerykańska lekkoatletka specjalizująca się w biegach płotkarskich.
Odpadła w półfinale rozegranych w 2011 w Daegu mistrzostw świata. Brązowa medalistka olimpijska z Londynu (2012).
Medalistka mistrzostw Stanów Zjednoczonych.
Rekordy życiowe: bieg na 60 metrów przez płotki (hala) – 7,79 (27 lutego 2011, Albuquerque); bieg na 100 metrów przez płotki (stadion) – 12,48 (7 sierpnia 2012, Londyn).

## Osiągnięcia
| Rok  | Impreza              | Miejsce | Konkurencja                | Lokata     | Wynik |
| ---- | -------------------- | ------- | -------------------------- | ---------- | ----- |
| 2011 | Mistrzostwa świata   | Daegu   | bieg na 100 m przez płotki | półfinał   | 12,79 |
| 2012 | Igrzyska olimpijskie | Londyn  | bieg na 100 m przez płotki | 3. miejsce | 12,48 |